# Urashima Tarō (anime)
Urashima Tarō (浦島太郎?)  es una película de animación producida por Seitarō Kitayama en 1918. La película es una adaptación de un cuento popular con el mismo nombre (Urashima Tarō) acerca de un pescador que viaja a un mundo submarino sobre una tortuga. Se estrenó en febrero de 1918, convirtiéndola en una de las primeras películas de anime.
Es una película perdida; se pensó que había sido descubierta en un mercadillo en el templo Shitennō-ji en Osaka en 2007, pero la película descubierta resultó ser otra obra desconocida debido a una descripción de la trama y una serie de fotografías de la película de 1918 que difieren considerablemente de las imágenes publicitarias que se encontraron en una revista contemporánea.